# .er
.er este un domeniu de internet de nivel superior, pentru Eritreea (ccTLD).